# Prvenstvo Splitskog nogometnog podsaveza 1933.
Jesenjsko prvenstvo
Splitska zona
| Poredak | Klub          | Utakmica | Pobjeda | Neodlučeno | Poraza | Postigli golova | Primili golova | Gol-razlika | Bodova |
| ------- | ------------- | -------- | ------- | ---------- | ------ | --------------- | -------------- | ----------- | ------ |
| 1.      | Vuk Split     | 6        | 6       | 0          | 0      | 12              | 1              | +11         | 12     |
| 2.      | ASK Split     | 6        | 3       | 0          | 3      | 25              | 7              | +18         | 6      |
| 3.      | Solin         | 6        | 2       | 0          | 4      | 11              | 7              | +4          | 4      |
| 4.      | Orijent Split | 6        | 1       | 0          | 5      | 1               | 34             | -33         | 2      |

Za prvaka provincije:
Osvit Šibenik - Orkan Dugi Rat
| Prvenstva Splitskog nogometnog podsaveza | Prvenstva Splitskog nogometnog podsaveza |
| --- | ---------------------------------------- |
| |                                          |
| 1920. • 1920./21. • 1921. • 1921./22. • 1922./23. • 1924. • 1924./25. • 1925. • 1926. • 1927. • 1928. • 1929. • 1930. • 1931. • 1932. • 1933. • 1935. • 1936. • 1937. • 1937./38. • 1938./39. • 1939./40. • 1940./41. • |                                          |

| Prvenstva Splitskog nogometnog podsaveza | Prvenstva Splitskog nogometnog podsaveza |
| --- | ---------------------------------------- |
| |                                          |
| 1920. • 1920./21. • 1921. • 1921./22. • 1922./23. • 1924. • 1924./25. • 1925. • 1926. • 1927. • 1928. • 1929. • 1930. • 1931. • 1932. • 1933. • 1935. • 1936. • 1937. • 1937./38. • 1938./39. • 1939./40. • 1940./41. • |                                          |